# Piero del Pollaiuolo
Piero del Pollaiuolo (født ca. 1443, død 1496) var en italiensk renæssancemaler og guldsmed, der arbejdede tæt sammen med sin bror, Antonio del Pollaiuolo. Han var kendt for sine detaljerede malerier, sine portrætter og sit samarbejde om større religiøse værker.
Giorgio Vasari skrev en fælles biografi om Antonio og Piero del Pollaiuolo i Lives of the Most Excellent Painters, Sculptors, and Architects. Han fremhævede Antonios talent for disegno (tegning) og mente, at Antonio bidrog mest til malerierne, mens Piero og assistenterne udførte resten.
Denne opfattelse forblev stort set uimodsagt indtil det 20. århundrede, hvor kunsthistorikere som Martin Davies begyndte at stille spørgsmålstegn ved den. I det 21. århundrede har forskere som Aldo Galli argumenteret for, at Piero var hovedansvarlig for mange af malerierne, især dem påvirket af Tidlig nederlandsk maleri. Nogle museer har ændret deres attribueringer i overensstemmelse hermed.

## Biografi
Piero del Pollaiuolo blev født i Firenze. Familienavnet stammer fra faderens erhverv som hønsehandler (pollaio betyder "hønsehus"). Antonio var den ældste bror, mens Piero var den yngste. De arbejdede ofte sammen, men havde separate værksteder.
Piero's uddannelse er usikker, men han kan have været elev af Andrea del Castagno. En bevaret skrivelse fra 1494 nævner, at Antonio og en bror (sandsynligvis Piero) malede tre store Herkules-værker til Medici-paladset, men disse er gået tabt.
Francesco Albertini (1510) tilskrev Piero fresken Sankt Kristoffer (nu forsvundet) samt altertavler som Sankt Sebastian og Cardinal of Portugal's Altarpiece. Hans eneste signerede værk er Jomfruens Kroning (1483) i San Gimignano. Omkring 1484 fulgte han Antonio til Rom, hvor han tilsyneladende tilbragte resten af sit liv.
Sidste sikre optegnelse om ham er en betaling i Pistoia Katedral i 1485. Han var død inden november 1496, ifølge Antonios testamente. Han efterlod en datter, Lisa, hvis medgift Antonio betalte.

## Tilskrivninger
Antonio var anset som den største kunstner, også fordi han arbejdede med skulptur, mens Piero kun malede. De havde separate værksteder i samme bygning, og det er svært at adskille deres bidrag fra hinanden og deres assistenter.
Mange værker har fælles attribuering, men især mindre værker tilskrives ofte en enkelt bror. Fx var Apollo and Daphne i National Gallery tidligere tilskrevet Antonio, men i 2023 var den registreret som Pieros.
Traditionelt blev Piero tilskrevet mindre altertavler og portrætter, mens Antonio fik de mytologiske motiver, især dem med Herkules. Piero signede kun én maleri, Coronation of the Virgin (1483), mens Antonio signede sine vigtigste skulpturer og sin eneste radering, Battle of the Nude Men.
Piero fik i 1479 til opgave at male seks af de syv Seven Virtues til Palazzo della Signoria, mens Botticelli malede Fortitude. Disse værker i Uffizi er vigtige i vurderingen af hans stil.
I det 21. århundrede har Aldo Galli foreslået en større omfordeling af attribueringer baseret på tidlige dokumenter. Fx tilskrives den nøgne Saint Sebastian-altertavle i London nu Piero.
I 2021 blev et nyattribueret Portrait of a Youth solgt hos Sotheby's for 4,56 mio. GBP, det første værk fuldt tilskrevet Piero på auktion.

## Værker
Traditionelt tilskrevet Piero
- Temperance fra De Syv Dyder, 1469–1470, Uffizi (sammen med de øvrige fem dyder, han blev bestilt til).
- Portræt af Galeazzo Maria Sforza, 1471, Uffizi
- Jomfruens kroning, Sant'Agostino, San Gimignano, signerede og daterede værk fra 1483.

- Profile Portrait of a Young Woman (ca. 1465) – Olie på lærred, Berlin, ofte tilskrevet Antonio.[18]
- Tobias og englen (ca. 1465–1470), Turin, tilskrevet begge brødre af museet.[19]
- Cardinal of Portugal's altarpiece (1467–1468) – Altertavle, tidligere tilskrevet Antonio. Nu i Uffizi.[20]
- De Syv Dyder (1469–1470); seks malet af Piero, alle nu i Uffizi. Dokumenteret som hans værk i betalingsoptegnelser.[21]

```
  * 
Kærlighed
  
  * 
Tro
  
  * 
Mådehold
  
  * 
Klogskab
  
  * 
Håb
  
  * 
Retfærdighed
```

- Portræt af en dame, Isabella Stewart Gardner Museum, Boston.[22]
- Apollo og Daphne (ca. 1470–1480), National Gallery, som i 2023 tilskriver det Piero alene.[23]
- Portræt af Galeazzo Maria Sforza (1471) – Tempera på træ, Uffizi. Dokumenteret som Pieros værk i en Palazzo Medici-optegnelse fra 1492.[24]
- Martyriet af Sankt Sebastian (1475) – Olie på træ, National Gallery. Længe tilskrevet begge brødre; ifølge Galli udelukkende Piero.[25]
- Jomfruens kroning (1483) – Altertavle i Sant'Agostino, San Gimignano, Pieros eneste signerede og daterede værk.[26]